# My Way (album của Usher)
| Đánh giá chuyên môn | Đánh giá chuyên môn |
| Nguồn đánh giá      | Nguồn đánh giá      |
| Nguồn               | Đánh giá            |
| ------------------- | ------------------- |
| Allmusic            | [ 1 ]               |
| Robert Christgau    | [ 2 ]               |
| Q                   | [ 3 ]               |
| Rolling Stone       | (unfavorable) 1997  |
| Rolling Stone       | 2004                |
| Vibe                | (favorable)         |
| Yahoo! Music        | (favorable)         |

My Way là album phòng thu thứ hai của nam ca sĩ nhạc R&B người Mỹ Usher, phát hành bởi hãng đĩa LaFace vào ngày 16 tháng 9 năm 1997. Album có sự góp giọng của Monica, Jermaine Dupri, và Lil' Kim. Bốn đĩa đơn từ album đã được phát hành: "You Make Me Wanna...", "Nice & Slow", "My Way", "Bedtime".
Hầu hết các ca khúc trong My Way được sản xuất bởi Babyface và Jermaine Dupri. Album đã ra mắt với vị trí thứ 15 trên bảng xếp hạng Billboard 200 với 66,000 bản được tiêu thụ trong tuần đầu phát hành, và vị trí thứ 4 trên bảng Billboard R&B/Hip-Hop Albums. Sau đó, My Way đã đạt vị trí quán quân trên bảng Billboard R&B/Hip-Hop Albums trong ba tuần lễ liên tiếp, cùng với vị trí thứ 4 trên bảng xếp hạng Billboard 200, album trở thành một thành công lớn đối với Usher. Album đã được chứng nhận 6 đĩa bạch kim ở Mỹ, và giành được tận sáu đề cử trong lễ trao giải Grammy. Tính riêng ở Mỹ, My Way đã được tiêu thụ 6 triệu bản, và 7 triệu bản trên toàn thế giới.

## Danh sách ca khúc
| STT | Nhan đề                                   | Thời lượng |
| --- | ----------------------------------------- | ---------- |
| 1.  | "You Make Me Wanna..."                    | 3:39       |
| 2.  | "Just Like Me" (hợp tác với Lil' Kim)     | 3:26       |
| 3.  | "Nice & Slow"                             | 3:48       |
| 4.  | "Slow Jam" (hợp tác với Monica)           | 4:40       |
| 5.  | "My Way"                                  | 3:38       |
| 6.  | "Come Back" (hợp tác với Jermaine Dupri)  | 3:12       |
| 7.  | "I Will" (hợp tác với Jermaine Dupri)     | 3:55       |
| 8.  | "Bedtime"                                 | 4:45       |
| 9.  | "One Day You'll Be Mine"                  | 3:23       |
| 10. | "You Make Me Wanna... (Extended Version)" | 5:19       |

Chú thích
- "Come Back" bao gồm một đoạn nhạc mẫu ca khúc "Funky" của cặp đôi Ultramagnetic MCs.
- "One Day You'll Be Mine" bao gồm một đoạn nhạc mẫu ca khúc "Footsteps in the Dark" của nhóm nhạc The Isley Brothers.

## Xếp hạng
| Bảng xếp hạng (1997)                  | Hiệp hội               | Vị trí cao nhất | Chứng nhận  | Doanh số  |
| ------------------------------------- | ---------------------- | --------------- | ----------- | --------- |
| Canadian Albums Chart                 | CRIA/Nielsen SoundScan | 13              | 2x Bạch kim | 200,000+  |
| Hà Lan                                | NVPI                   |                 | Vàng        |           |
| UK Albums Chart                       | OCC                    | 16              |             |           |
| U.S. Billboard 200                    | Billboard              | 4               | 6x Bạch kim | 6,000,000 |
| U.S. Billboard Top R&B/Hip-Hop Albums | Billboard              | 1               | 6x Bạch kim | 6,000,000 |

### Xếp hạng cuối thập kỉ
| Bảng xếp hạng (1990-1999) | Vị trí |
| ------------------------- | ------ |
| U.S. Billboard 200        | 91     |